# Iskarz

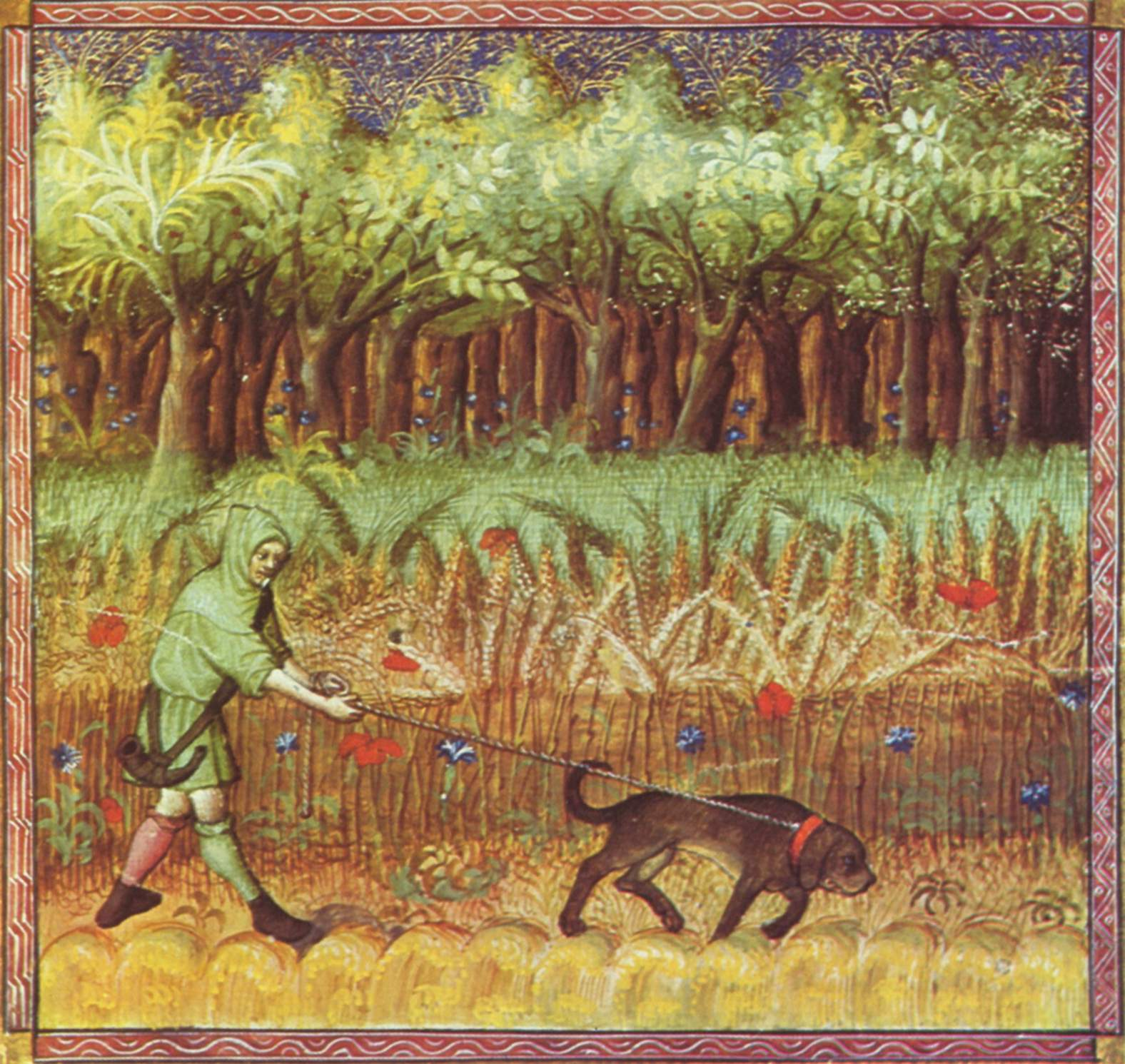
Scena tropienia z psem. Le Livre de chasse de Gaston Phébus, 1405-1410, Paryż, Musée national du Moyen Âge (Cluny), Ms. français 1295

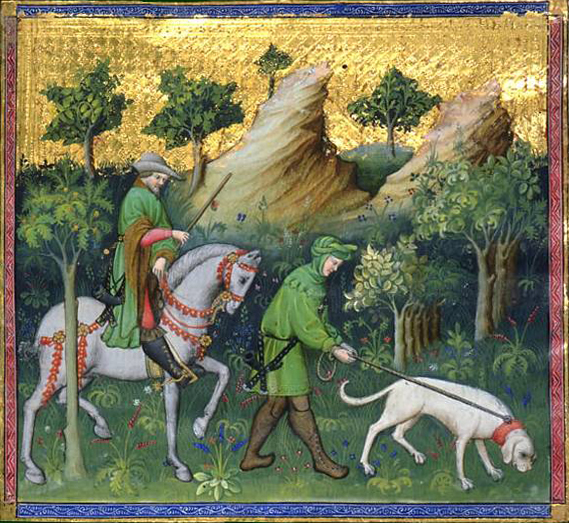
Scena polowania na jelenia, 1405-1410, Paryż, Musée national du Moyen Âge (Cluny), Ms. français 1295

Iskarz, ślednik  (łac. venator, indygator) – dawniej tropiciel, łowca.
Iskarze, tropiciele śladów z XIII wieku, iskali, czyli poszukiwali w lasach miejsc pobytu zwierząt dla potrzeb łowieckich panów, którym służyli. Tego typu działalność mogła być specjalizacją łowców, psiarzy książęcych czy biskupich.
W dokumencie z kancelarii księcia mazowieckiego Konrada I z roku 1230 wymieniono razem tropicieli i przewodników psów jako poszukujących jeleni w lasach, ...cum caniductore et indigatore perlustrent silvas.... W pochodzącej z roku 1250  umowie  księcia kujawskiego Kazimierza z biskupem wrocławskim , zapisano ...łowcy nasi nazywani iskarzami..., ...venatores nostros qui izstare nominantur... (Błędnie zapisaną przez skrybę nazwę izstare odczytano jako iskarze). Tak jak inni łowcy czy psiarze, iskarze najprawdopodobniej podlegali urzędnikom nazywanych łowczymi.   
Nazwa „ślednicy” pojawiła się w dyplomie z roku 1254, pochodzącym z kancelarii księcia Bolesława Wstydliwego, z którego treści wynika, że książę nakazał wieśniakom nakarmienie dwóch ludzi i dwóch psów nazywanych ślednikami, w czasie ich pobytu na terenie kasztelanii: ...et duos homines cum duobus canibus qui dicitur slednicj pascent... Tadeusz Mańkowski uważał, że nazwa śledników dotyczyła ludzi księcia, natomiast Karol Buczek uznał, że tak nazywano psy tropiące. Możliwe, że ślednikami nazywano zarówno ludzi, jak i towarzyszące im zwierzęta. W traktacie Myślistwo z ogary, autorstwa wojewody poznańskiego Jana Ostroroga wymienione są psy zwane „łowcami”, a przecież nazwa ta dotyczyła także ludzi. Niezależnie od tego, komu można przyznać rację, nazwa „ślednicy” (czy noszona przez tropicieli na dwóch nogach, czy oznaczająca tropicieli na czterech łapach) jest zbliżona do nazwy obciążenia, powinności opolnej nazywanej śladem, która w państwie pierwszych Piastów zobowiązywała poddanych do śledzenia, tropienia przestępców czy zbiegów.
Karol Buczek dopuszcza możliwość, że śledzenie zwierzyny łownej było także obciążeniem opolnym.
W czasach późniejszych funkcje tropicieli, śledników mogły przejąć rozbudowane służby leśne czy łowieckie, jak choćby znani na Mazowszu i na Litwie osocznicy, czy strażnicy leśni, gajownicy.